# Diputación Provincial de Castellón
La Diputación Provincial de Castellón (en valenciano y cooficialmente Diputació Provincial de Castelló) es el órgano institucional propio de la provincia de Castellón (España), que engloba a los 135 municipios que forman esta provincia. Le corresponde el gobierno de la provincia según lo expuesto en el Estatuto de Autonomía de la Comunidad Valenciana (artículo 66) y de acuerdo el artículo 141 de la Constitución.
Se encarga de ofrecer diversos servicios a los ciudadanos así como de fomentar la colaboración entre los municipios. Tiene su sede principal en la Plaza de las Aulas de Castellón de la Plana.

## Presidentes

### Hasta 1979
- Vicente Ruiz Vila (1877-1880). 1.ª etapa
- Vicente Ruiz Vila (1882). 2.ª etapa
- Victorino Fabra Gil (1882-1893)
- Victorino Fabra Adelantado (1897-1898). 1.ª etapa
- Victorino Fabra Adelantado (1902-1903). 2.ª etapa
- Cristóbal Aicart Moya (1910-1912). 1.ª etapa
- Cristóbal Aicart Moya (1915-1917). 2.ª etapa
- Salvador Guinot Vilar (1930-1931)
- Carlos Selma Roig (1931-1936)
- José María Mira de Orduña (1941-1947)
- José Ferrandis Salvador (1947-1955)
- Carlos Fabra Andrés (1955-1960)
- José Ferrer Forns (1960-1968)
- Nicolás Pérez- Salamero (1969-1971)
- Francisco Luis Grangel Mascarós (1975-1979)

### Desde 1979
| Legislatura      | Partido político        | Partido político | Presidente de la Diputación | Nombramiento | Cese     |
| ---------------- | ----------------------- | ---------------- | --------------------------- | ------------ | -------- |
| I legislatura    |                         | UCD              | Joaquín Farnós Gauchía      | 1979         | 1983     |
| I legislatura    | Vicente Vilar Lambies   | UCD              | 1983                        | 1983         |          |
| II legislatura   |                         | PSPV-PSOE        | Francisco Solsona Garbí     | 1983         | 1987     |
| III legislatura  | 1987                    | PSPV-PSOE        | Francisco Solsona Garbí     | 1991         |          |
| IV legislatura   | 1991                    | PSPV-PSOE        | Francisco Solsona Garbí     | 1995         |          |
| V legislatura    |                         | PPCV             | Carlos Fabra Carreras       | 1995         | 1999     |
| VI legislatura   | 1999                    | PPCV             | Carlos Fabra Carreras       | 2003         |          |
| VII legislatura  | 2003                    | PPCV             | Carlos Fabra Carreras       | 2007         |          |
| VIII legislatura | 2007                    | PPCV             | Carlos Fabra Carreras       | 2011         |          |
| IX legislatura   | Javier Moliner Gargallo | PPCV             | 2011                        | 2015         |          |
| X legislatura    | Javier Moliner Gargallo | PPCV             | 2015                        | 2019         |          |
| XI legislatura   |                         | PSPV-PSOE        | José Pascual Martí García   | 2019         | 2023     |
| XII legislatura  |                         | PPCV             | Marta Barrachina Mateu      | 2023         | Presente |

## Distribución de los escaños
La Diputación Provincial de Castellón posee 27 escaños, 14 de los cuales pertenecen al Partido Popular de la Comunidad Valenciana, 10 al Partido Socialista del País Valenciano, 2 a Compromís y 1 a Vox.
| Actual distribución de la Diputación tras las elecciones municipales de 2023 | Actual distribución de la Diputación tras las elecciones municipales de 2023 | Actual distribución de la Diputación tras las elecciones municipales de 2023 | Actual distribución de la Diputación tras las elecciones municipales de 2023 |
| Partido político                                                             | Votos                                                                        | %                                                                            | Diputados                                                                    |
| ---------------------------------------------------------------------------- | ---------------------------------------------------------------------------- | ---------------------------------------------------------------------------- | ---------------------------------------------------------------------------- |
| Partido Popular de la Comunidad Valenciana (PPCV)                            | 111.365                                                                      | 38,07%                                                                       | 14                                                                           |
| Partido Socialista del País Valenciano (PSPV-PSOE)                           | 93.769                                                                       | 32,05%                                                                       | 10                                                                           |
| Compromís: acord per guanyar (ACORD PER GUANYAR)                             | 30.331                                                                       | 10,36%                                                                       | 2                                                                            |
| Vox (VOX)                                                                    | 24.963                                                                       | 8,53%                                                                        | 1                                                                            |

### Distribución de escaños por partidos judiciales
| Partido judicial      |    |    |   |   | Diputados |
| --------------------- | -- | -- | - | - | --------- |
| Albocácer             | 1  |    |   |   | 1         |
| Castellón de la Plana | 6  | 4  | 2 | 1 | 13        |
| Lucena del Cid        |    | 1  |   |   | 1         |
| Morella               |    | 1  |   |   | 1         |
| Nules                 | 3  | 2  |   |   | 5         |
| San Mateo             | 1  |    |   |   | 1         |
| Segorbe               |    | 1  |   |   | 1         |
| Vinaroz               | 2  | 1  |   |   | 3         |
| Viver                 | 1  |    |   |   | 1         |
| Total                 | 14 | 10 | 2 | 1 | 27        |

## Composición
La Diputación de Castellón, se compone de 27 diputados provinciales que son elegidos por los distintos partidos judiciales de la provincia de Castellón en razón a los resultados conseguidos por los distintos partidos en relación con la representatividad de concejales en los Ayuntamientos una vez constituidos estos resultando de las elecciones municipales. Estos diputados forman el pleno de la corporación, máximo órgano de gobierno de la administración provincial. El pleno se divide en grupos políticos atendiendo al reparto en partidos políticos.
| Grupos políticos | Grupos políticos | Diputados | Portavoz                                              |
| ---------------- | ---------------- | --------- | ----------------------------------------------------- |
|                  | Popular          | 14        | Héctor Folgado Miravet Concejal de Villarreal         |
|                  | Socialista       | 10        | Samuel Falomir Sancho Alcalde de Alcora               |
|                  | Compromís        | 2         | David Guardiola Claramonte Concejal de Almazora       |
|                  | Vox              | 1         | Luciano Ferrer Pons Concejal de Castellón de la Plana |

### Corporación provincial
| Corporación de la Diputación Provincial de Castellón (2023-2027) |                |                            |                       |                            |                       |          |
| Grupo político                                                   | Grupo político | Diputado/a                 | Imagen                | Partido judicial electoral | Municipio             | Cargo    |
|                                                                  | PPCV           | David Vicente Segarra      |                       | Albocácer                  | Torre de Embesora     | Alcalde  |
| Marta Barrachina Mateu                                           | PPCV           |                            | Castellón de la Plana | Vall d'Alba                | Alcaldesa             |          |
| Sergio Toledo Llorens                                            | PPCV           |                            | Castellón de la Plana | Castellón de la Plana      | Concejal              |          |
| Vicente Pallarés Renau                                           | PPCV           |                            | Castellón de la Plana | San Juan de Moró           | Alcalde               |          |
| María Luisa Torlá Barrachina                                     | PPCV           |                            | Castellón de la Plana | Villafamés                 | Concejal              |          |
| María Tormo Casañ                                                | PPCV           |                            | Castellón de la Plana | Almazora                   | Alcaldesa             |          |
| Héctor Folgado Miravet                                           | PPCV           |                            | Castellón de la Plana | Villarreal                 | Concejal              |          |
| José María Andrés Alós                                           | PPCV           |                            | Nules                 | Moncófar                   | Concejal              |          |
| Alejandro Clausell Edo                                           | PPCV           |                            | Nules                 | Burriana                   | Concejal              |          |
| Joaquín José Llopis Casals                                       | PPCV           |                            | Nules                 | La Llosa                   | Alcalde               |          |
| María de los Ángeles Pallarés Cifre                              | PPCV           |                            | San Mateo             | Canet lo Roig              | Alcaldesa             |          |
| Andrés Martínez Castellà                                         | PPCV           |                            | Vinaroz               | Peñíscola                  | Alcalde               |          |
| Iván Sánchez Cifre                                               | PPCV           |                            | Vinaroz               | San Jorge                  | Alcalde               |          |
| Sergio Fornás Tuzón                                              | PPCV           |                            | Viver                 | Montán                     | Alcalde               |          |
|                                                                  | PSPV-PSOE      | José Benlloch Fernández    |                       | Castellón de la Plana      | Villareal             | Alcalde  |
| María Jiménez Román                                              | PSPV-PSOE      |                            | Oropesa               | Castellón de la Plana      | Concejala             |          |
| José Luis López Ibáñez                                           | PSPV-PSOE      |                            | Castellón de la Plana | Castellón de la Plana      | Concejal              |          |
| Mercedes Galí Alfonso                                            | PSPV-PSOE      |                            | Almazora              | Castellón de la Plana      | Concejala             |          |
| Samuel Falomir Sancho                                            | PSPV-PSOE      |                            | Lucena del Cid        | Alcora                     | Alcalde               |          |
| Rhamsés Ripollés Puig                                            | PSPV-PSOE      |                            | Morella               | Morella                    | Concejal              |          |
| Vicent Aparisi Juan                                              | PSPV-PSOE      |                            | Nules                 | Burriana                   | Concejal              |          |
| Zaida Moreno Segovia                                             | PSPV-PSOE      |                            | Nules                 | Vall de Uxó                | Concejala             |          |
| Benjamín Escriche Rivas                                          | PSPV-PSOE      |                            | Segorbe               | Soneja                     | Alcalde               |          |
| Ruth Sanz Monroig                                                | PSPV-PSOE      |                            | Vinaroz               | Cálig                      | Concejala             |          |
|                                                                  | Compromís      | David Guardiola Claramonte |                       | Castellón de la Plana      | Almazora              | Concejal |
| María Fajardo Franch                                             | Compromís      |                            | Villarreal            | Castellón de la Plana      | Concejala             |          |
|                                                                  | Vox            | Luciano Ferrer Pons        |                       | Castellón de la Plana      | Castellón de la Plana | Concejal |
| Fuente: Diputación Provincial de Castellón                       |                |                            |                       |                            |                       |          |

### Gobierno provincial
La corporación se divide en delegaciones de área que junto al presidente y los vicepresidentes forman el equipo de gobierno de la Diputación provincial. Los diputados que forman el grupo político con mayor representación eligen al Presidente y este a su vez elige los Vicepresidentes y los delegados. El resto de diputados de los restantes grupos forman la oposición. Además de presidir la institución y el gobierno provincial, el presidente y los vicepresidentes, lo son a su vez del pleno, es decir, del órgano parlamentario, al igual que ocurre en la mayoría de ayuntamientos con la figura del alcalde.
A continuación, se relacionan los cargos de gobierno de la Diputación de Castellón en el mandato 2023-2027, todos ellos pertenecientes al grupo Popular, con las áreas de las que se encarga cada uno de ellos.
| Diputado/a | Diputado/a                       | Áreas |
| ---------- | -------------------------------- | --- |
|            | Marta Barrachina Mateu           | Presidenta de la Diputación Provincial y Presidenta del Pleno y de la Corporación                                           |
|            | Mª de los Ángeles Pallarés Cifre | Vicepresidenta Primera y área económica (Hacienda, Recaudación, SEPAM, Contratación y Compras y Oficina de Fondos Europeos) |
|            | Andrés Martínez Castellà         | Vicepresidente Segundo y área social y turística (Turismo, Pesca y Ruta de Sabor)                                           |
|            | Héctor Folgado Miravet           | Vicepresidente Tercero, Portavoz y área de Infraestructuras y Buen Gobierno (Cooperación y Carreteras)                      |
|            | Vicente Pallarés Renau           | Promoción Cerámica y Económica, Formación Ocupacional y Centros de Dinamización Económica y Social (CEDES)                  |
|            | María Tormo Casañ                | Penyeta Roja, Participación, Transparencia y Juventud                                                                       |
|            | Sergio Fornás Tuzón              | Cohesión Territorial, Sector Primario, Gestión Forestal y Mataderos                                                         |
|            | Alejandro Clausell Edo           | Cultura, Castillos, Patrimonio Cultural, Restauración, Arqueología e Imprenta                                               |
|            | Iván Sánchez Cifre               | Deportes, Caza y Ciclo integral del agua                                                                                    |
|            | María Luisa Torlá Barrachina     | Bienestar Social, Igualdad, Museos, Archivo, Biblioteca y Publicaciones                                                     |
|            | Sergio Toledo Llorens            | Hospital Provincial, Nuevas Tecnologías, Informática y Boletín Oficial de la Provincia (BOP)                                |
|            | José María Andrés Alós           | Ingeniería Interna, Transición Energética, Energías renovables y Medio natural                                              |
|            | Joaquín José Llopis Casals       | Régimen Interior, Recursos Humanos, Patrimonio y Residuos                                                                   |
|            | David Vicente Segarra            | Consorcio Provincial de Bomberos, Parque móvil, Caminos rurales y Escuela taurina                                           |